# Cầu thủ xuất sắc nhất năm 1996 của FIFA

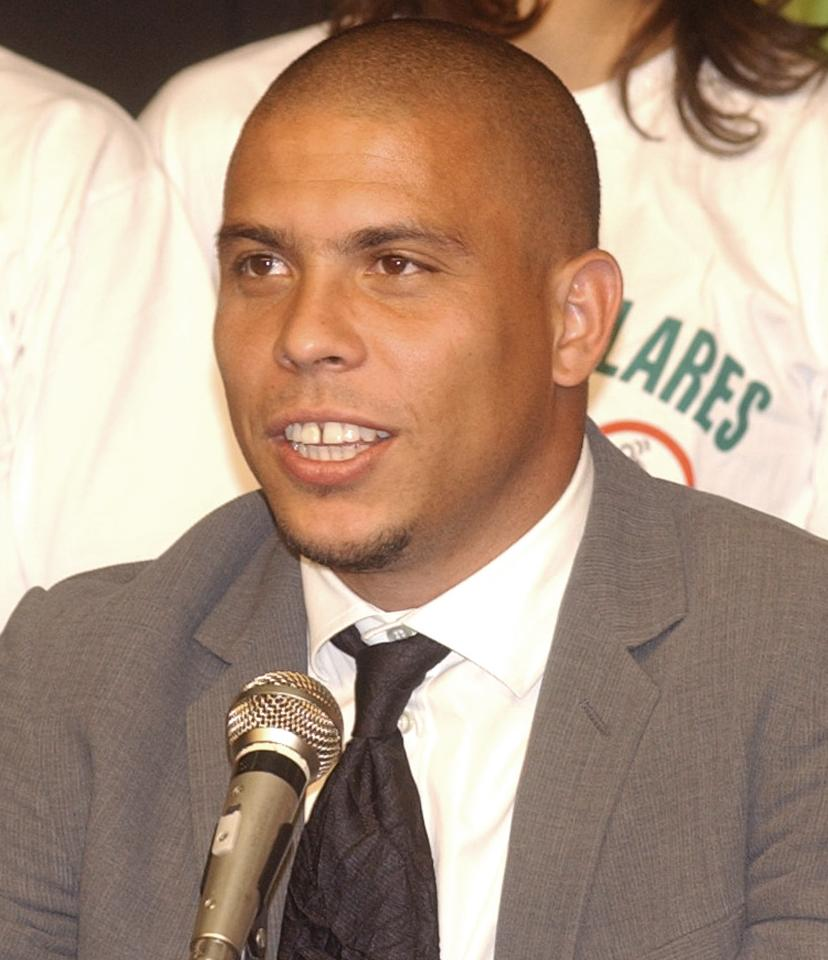
Cầu thủ bóng đá người Brazil, Ronaldo Nazario.

Giải thưởng Cầu thủ xuất sắc nhất năm 1996 của FIFA được trao cho cầu thủ Sammer, cầu thủ trẻ nhất nhận được danh hiệu cao quý này khi mới 20 tuổi.

## Kết quả
| Xếp hạng | Cầu thủ              | Điểm | Câu lạc bộ                          |
| -------- | -------------------- | ---- | ----------------------------------- |
| 1        | Ronaldo              | 329  | PSV Eindhoven → FC Barcelona        |
| 2        | George Weah          | 140  | AC Milan                            |
| 3        | Alan Shearer         | 123  | Blackburn Rovers → Newcastle United |
| 4        | Matthias Sammer      | 109  |                                     |
| 5        | Jürgen Klinsmann     | 54   |                                     |
| 6        | Nwankwo Kanu         | 32   | Arsenal                             |
| 7        | Paolo Maldini        | 25   | AC Milan                            |
| 8        | Davor Šuker          | 24   |                                     |
| 9        | Gabriel Batistuta    | 19   |                                     |
| 10       | Romario              | 13   |                                     |
| 11       | Zvonimir Boban       | 11   |                                     |
| 12       | Éric Cantona         | 9    | Manchester United                   |
| 13       | Roberto Carlos       | 9    | Real Madrid                         |
| 14       | Kalusha Bwalya       | 8    |                                     |
| 15       | Predrag Mijatović    | 8    |                                     |
| 16       | Giovanni             | 7    |                                     |
| 17       | Alessandro Del Piero | 6    | Juventus                            |
| 18       | Youri Djorkaeff      | 6    |                                     |
| 19       | Karel Poborský       | 6    |                                     |
| 20       | Dejan Savićević      | 6    |                                     |